# Indústria no Paraná
A indústria no Paraná que, por tradição, é associada à modificação de produtos agrícolas e florestais, está em processo de modificação. Hoje há indústrias eletrônicas, automobilísticas, metalúrgicas, mecânicas, de adubos, além das indústrias de cimento, de cerâmica e fios sintéticos. As mais extensas fábricas papeleiras na América Latina ficam no Paraná. O setor secundário é o segundo setor que tem mais relevância no papel econômico do estado, onde 27,28% das riquezas produzidas provêm desse setor (2011).
A mais importante das áreas industrializadas do estado vai de Curitiba até Ponta Grossa e produz uma grande quantidade de coisas como tecidos, produtos químicos, metalúrgicos, gráficos, alimentícios, móveis, papel, indústria gráfica. O Norte do Paraná é a segunda mais importante das áreas industrializadas do estado. São predominantes nessa região as agroindústrias de beneficiamento de café, algodão, hortelã, cana-de-açúcar, além de amendoim e girassol, usados para manufaturar óleos vegetais.
As indústrias de transformação da madeira se distribuem pelo Paraná inteiro. As serrarias, característica típica da paisagem rural, são deslocadas conforme a falta de madeira.

## Visão geral
O parque industrial destina-se, especialmente, para atividades econômicas como agroindústria, extrativismo vegetal e mineral e, mais tarde, indústria de bens de consumo.
Diversas prefeituras estimularam para que fossem instalados parques industriais em seus municípios como a Cidade Industrial de Curitiba, Distrito Industrial Botuquara em Ponta Grossa, Cidade Industrial de Maringá, Distrito Industrial de Londrina, Distrito Industrial de Cascavel, Distrito Industrial Guaratu em Guarapuava, Centro Industrial de Araucária, Centro Industrial de Francisco Beltrão e demais.
O Paraná tem uma grande diversidade de tipos industriais como produtos de base agrária; transformação da madeira; transformação mineral; petroquímica; produtos metalúrgicos e mecânicos; artigos eletrodomésticos; produtos eletrônicos; têxtil e de vestuário; artigos de cerâmica; artigos de couro, pele e lã.

## Indústria de produtos de base agrária
Entre os produtos de base agrária estão derivados da farinha, laticínios, açúcar e álcool, óleos e gorduras vegetais, derivados da carne, banha e toucinho, bebidas e frutas. Da farinha são fabricadas massas, biscoitos e bolachas. A indústria mais concentrada de farinha localiza-se em Curitiba, muito famosa pelos seus produtos bem qualificados. O milho industrializado oferece fubá e canjica e, junto com a soja, tem a ração para animais como produto. Os laticínios são produtos feitos por cooperativas que localizam-se em Carambeí, Castrolanda, Witmarsum, Londrina, Curitiba, Maringá e Oeste do Paraná. As usinas que produzem açúcar e álcool estão  distribuídas por uma grande quantidade de locais como Bandeirantes, Porecatu, Jacarezinho, São Tomé, Cidade Gaúcha e muitas outras. As indústrias que fabricam óleos e gorduras vegetais estão localizadas em Ponta Grossa, Maringá, Londrina e Cascavel.
Derivados da carne, banha e toucinho são fabricados por frigoríficos que localizam-se no Extremo Oeste (Medianeira, Toledo e Cascavel) no Sudoeste Paranaense (Pato Branco, Francisco Beltrão), no Norte e Noroeste do Paraná (Londrina, Maringá e Paranavaí), Ponta Grossa e Curitiba.
Quanto às bebidas merecem destaque a produção de aguardente em Morretes, a fabricação da cerveja em Curitiba, Londrina e Ponta Grossa, a industrialização de malte em Entre Rios, a produção de vinho em Colombo, Campo Largo e Curitiba, as fábricas beneficiadoras de mate em Curitiba, a produção de refrigerantes em Curitiba, Londrina, Maringá e Cascavel, a industrialização de café solúvel em Londrina e Cornélio Procópio a produção de água mineral em Campo Largo, Almirante Tamandaré, Cornélio Procópio e Londrina.
Os derivados de frutas ajudam, geralmente, as fábricas produtoras de geleia, sucos, compotas e doces com seus nutrientes, sabores, açúcares naturais e propriedades.

## Indústria de transformação da madeira, mineral e petroquímica

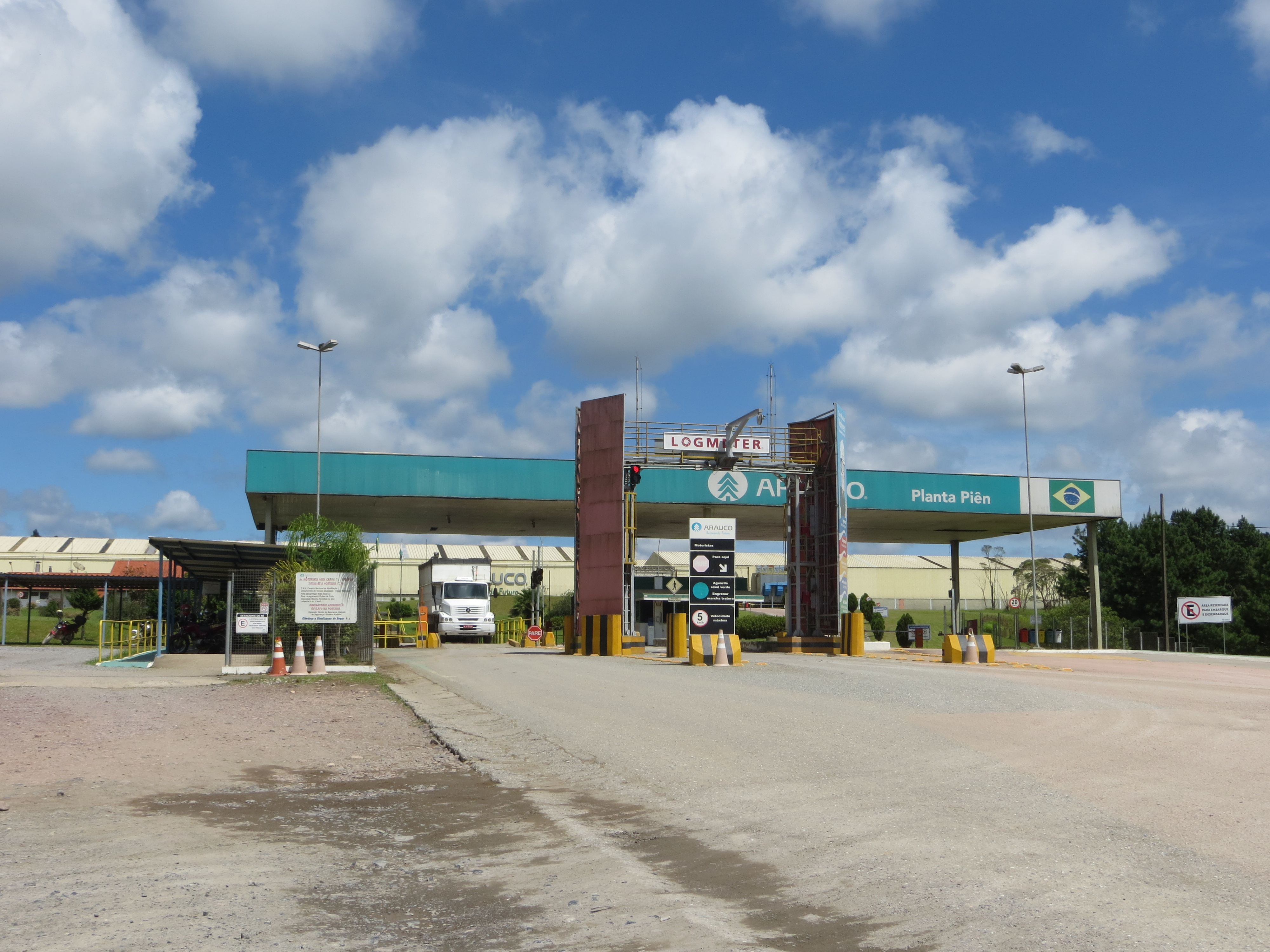
Unidade da Arauco do Brasil, em Piên.

Da madeira são fabricados móveis, esquadrias (portas e janelas), compensados, caixas, chapas de aglomerado, lambris, cabos de vassouras, fósforos, papel e papelão. Os municípios de Telêmaco Borba, Ortigueira, Jaguariaíva e Arapoti são os maiores fabricantes de celulose, papel e papelão no Paraná.
Os minerais metálicos têm os produtos mais fabricados no Paraná. Destaca-se o calcário, matéria prima que utiliza-se na industrialização de cimento, cal e corretivos para os solos agrícolas. A maior parte das indústrias vindas do calcário situa-se no município de Colombo e, especialmente, no decorrer da Rodovia dos Minérios no municípios de Almirante Tamandaré e Itaperuçu e Rio Branco do Sul.
A Petrobrás tem, no Paraná, a Refinaria Presidente Getúlio Vargas, onde suas instalações são encontradas em Araucária, onde refina-se o petróleo. No mesmo lugar é encontrada a Petrofértil. unidade industrial que destina-se à fabricação de amônia e ureia. Uma segunda unidade industrial da Petrobras no Paraná: a Usina do Xisto, erguida em São Mateus do Sul, que produz óleo, gás e enxofre.

## Indústria de produtos metalúrgicos e mecânicos, eletrodomésticos e eletrônicos
As indústrias metalúrgicas mecânicas no Paraná fabricam veículos motorizados, máquinas agrícolas, máquinas para beneficiamento da madeira, motores, máquinas de costura, cofres, artigos de alumínio, trefilados, aços, ferros e chapas metálicas. Os meios de transporte como caminhões, ônibus e automóveis são fabricados na Cidade Industrial de Curitiba, destacando-se a fábrica da Volvo. A Cidade Industrial de Ponta Grossa merece destaque na industrialização máquinas usadas em setores industriais como o de beneficiamento da madeira. Na Ponta do Poço em Pontal do Paraná são construídas plataformas marítimas que voltam-se para pesquisas petrolíferas.
Abrangem os aparelhos elétricos utilizados em casa. Em Curitiba, há indústrias de refrigeradores, liquidificadores, ventiladores, climatizadores, secadoras, etc. A maior prova do avanço tecnológico da eletrônica está em que são fabricados aparelhos e materiais que destinam-se às comunicações. Na Cidade Industrial de Curitiba há indústrias de telefones, cabos eletrônicos, antenas, DVDs, blu-rays, etc.

## Indústria têxtil, de vestuário, de couro, pele e lã
Há o beneficiamento das fibras de rami e do algodão que destinam-se para a fabricação de tecidos. A confecção de roupas ocorre, especialmente, em Curitiba, Maringá, Londrina, Cianorte, Imbituva, Guarapuava, Apucarana, Ponta Grossa, Goioerê, Cascavel, Pato Branco e Francisco Beltrão.
Há, no Paraná, indústrias de louças, azulejos, pisos, vasos, telhas e tijolos. Campo Largo sobressai na indústria cerâmica, em que são fabricadas porcelanas de primeira linha.
A indústria de couro no Paraná produz malas, bolsas, cintos, carteiras, bolas, e demais artigos utilizados pelas pessoas. A malas fabricadas em Curitiba são internacionalmente conhecidas pela qualidade apresentada por elas. Os artigos de pele e lã são usados, especialmente, para produzir peças para vestuário. Os produtos de couro, pele e lã são fabricados em Curitiba, Apucarana, Londrina, Arapongas, Maringá e Guarapuava. Uma grande quantidade de demais possivelmente encontram-se no Paraná tais como fabricantes de pianos, plásticos, botões, cigarros, artigos esportivos, equipamentos médico-hospitalares, artesanato de vime, etc.